# Aepyornithidae
Os epiornitídeos (Aepyornithidae) são uma família de aves extintas com apenas três gêneros descritos, endêmica de Madagáscar. Inclui a maior ave que já existiu no planeta. 
Conhecidas por pássaros-elefante, aves-elefante ou vorompatras, viveram em Madagáscar até aproximadamente ao século XVI, e foram extintas pelos nativos. Apesar da proximidade geográfica e semelhança às avestruzes, os parentes mais próximos modernos são os kiwis, indicando que os seus antepassados dispersaram-se pelo voo, em vez de terem-se originado com a separação de Gondwana.

## Descrição

### Aepyornis
Aepyornis maximus foi extinto pelo menos desde o século XVII — era o maior pássaro do mundo, que se acredita que media mais de 3 m (10 ft) de altura e pesando quase meia tonelada (400 kg). Restos de Aepyornis adultos e ovos foram encontrados, em alguns casos, os ovos têm diâmetro de até 34 cm (13 in). O volume dos ovos é de cerca de 160 vezes maior do que um ovo de galinha.

### Mullerornis
Mullerornis agilis
O fóssil mais recente desse gênero data de 1250 — foi o menor pássaro dentre as aves-elefantes, tendo o tamanho similar ao de um avestruz, pesava 100–150 kg, com ovos também parecidos em dimensões a uma.

### Vorombe
Gênero descrito em 2018, inclui apenas uma espécie, V. titan, que é a maior ave que já existiu, pesando 650 kg.

## Géneros, espécies e sinônimos
- Família Aepyornithidae Bonaparte, 1853
  - Gênero Aepyornis Isidore Geoffroy Saint-Hilaire, 1851
    - Aepyornis maximus Isidore Geoffroy Saint-Hilaire, 1851 (sinônimos: A. modestus Milne-Edwards e Grandidier, 1869; A. ingens Milne-Edwards e Grandidier, 1894; e A. titan Andrews, 1894)
    - Aepyornis gracilis Monnier, 1913
    - Aepyornis hildebrandti Burckhardt, 1893 (sinônimo: A. mulleri Milne-Edwards e Grandidier, 1894)
    - Aepyornis medius Milne-Edwards e Grandidier, 1894 (sinônimos: A. grandidieri Rowley, 1867; A. cursor Milne-Edwards e Grandidier, 1894; e A. lentus Milne-Edwards e Grandidier, 1894)

  - Gênero Mullerornis Milne-Edwards e Grandidier, 1894
    - Mullerornis agilis Milne-Edwards e Grandidier, 1894
    - Mullerornis betsilei Milne-Edwards e Grandidier, 1894
    - Mullerornis rudis Milne-Edwards e Grandidier, 1894
    - Mullerornis grandis Lamberton, 1934

  - Gênero Vorombe Hansford e Turver, 2018[3]
    - Vorombe titan Andrews, 1894 (sinônimos: Aepyornis titan Andrews, 1894; Aepyornis ingens Milne-Edwards e Grandidier, 1894)